# (3546) Atanasoff
(3546) Atanasoff – planetoida z grupy pasa głównego asteroid okrążająca Słońce w ciągu 4 lat i 158 dni w średniej odległości 2,69 j.a. Została odkryta 28 września 1983 roku w obserwatorium astronomicznym na Rożenie przez Eleanor Helin i Władimira Szkodrowa. Nazwa planetoidy pochodzi od Johna Vincenta Atanasoffa, amerykańskiego inżyniera-informatyka bułgarskiego pochodzenia. Przed jej nadaniem planetoida nosiła oznaczenie tymczasowe (3546) 1983 SC.